# Condado de Mercer (Kentucky)
O Condado de Mercer é um dos 120 condados do estado americano de Kentucky. A sede do condado é Harrodsburg, e sua maior cidade é Harrodsburg. O condado possui uma área de 656 km² (dos quais 6 km² estão cobertos por água), uma população de 20 817 habitantes, e uma densidade populacional de 32 hab/km² (segundo o censo nacional de 2000). O condado foi fundado em 13 de janeiro de 1785. O condado proíbe a venda de bebidas alcoólicas.